# Valongo
Valongo – miejscowość w Portugalii, leżąca w dystrykcie Porto, w regionie Północ w podregionie Grande Porto. Miejscowość jest siedzibą gminy o tej samej nazwie.

## Demografia
| Liczba ludności gminy Valongo (1849–2011) | Liczba ludności gminy Valongo (1849–2011) | Liczba ludności gminy Valongo (1849–2011) | Liczba ludności gminy Valongo (1849–2011) | Liczba ludności gminy Valongo (1849–2011) | Liczba ludności gminy Valongo (1849–2011) | Liczba ludności gminy Valongo (1849–2011) | Liczba ludności gminy Valongo (1849–2011) | Liczba ludności gminy Valongo (1849–2011) |
| ----------------------------------------- | ----------------------------------------- | ----------------------------------------- | ----------------------------------------- | ----------------------------------------- | ----------------------------------------- | ----------------------------------------- | ----------------------------------------- | ----------------------------------------- |
| 1849                                      | 1900                                      | 1930                                      | 1960                                      | 1981                                      | 1991                                      | 2001                                      | 2004                                      | 2011                                      |
| 8 109                                     | 11 853                                    | 17 239                                    | 33 300                                    | 64 234                                    | 74 172                                    | 86 005                                    | 91 274                                    | 93 858                                    |

## Sołectwa
Sołectwa gminy Valongo (ludność wg stanu na 2011 r.)
- Campo - 9197 osób
- Ermesinde - 38 798 osób
- São Vicente de Alfena - 15 211 osób
- Sobrado - 6727 osób
- Valongo - 23 925 osób